# Rosaster symbolicus
Rosaster symbolicus är en sjöstjärneart som först beskrevs av Percy Sladen 1889.  Rosaster symbolicus ingår i släktet Rosaster och familjen ledsjöstjärnor.
Artens utbredningsområde är Filippinerna. Inga underarter finns listade i Catalogue of Life.